# Шестдесет и осми пехотен полк
Шестдесет и осми пехотен полк е български пехотен полк, формиран през 1913 година и взел участие в Междусъюзническата (1913), Първата (1915 – 1918) и Втората световна война (1941 – 1945).

## Формиране
Историята на полка започва на 8 март 1913 година, когато в Кавала от 1-ва дружина на 41-ви пехотен полк се формира Втори пехотен полк от Сярската пехотна бригада. Развърнат е в четиридружинен състав. На 23 май същата година, съгласно заповед №132 по 11-а пехотна сборна дивизия получава наименованието Шестдесет и осми пехотен полк.

## Междусъюзническа война (1913)
Полкът участва в Междусъюзническата война (1913) и през август 1913 е демобилизиран и разформиран.

## Първа световна война (1915 – 1918)
По време на Първата световна война (1915 – 1918) на 12 декември 1917 година в Ниш от 16-и, 53-ти и 54-ти пехотен полк се формира Четвърти планински пехотен полк и влиза в състава на Планинската дивизия. На 1 януари 1918 година е преименуван на Шестдесет и осми пехотен полк. На 15 април 1918 планинската дивизия се разделя на бригади и полкът попада във 2-ра бригада. Взема участие във войната, на 28 октомври 1918 се завръща в Кюстендил и е демобилизиран. Преместен е на гарнизон в Кула и в края на декември е разформиран, като до юли 1920 г. действа Ликвидационно бюро в Кюстендил.

## Втора световна война (1941 – 1945)
По време на Втората световна война (1941 – 1945) на 23 ноември 1941 година в Стара Загора полкът е отново формиран под същото име, като кадри се вземат от 12-и, 23-ти и 30-и пехотен полк. Влиза в състава на 8-а пехотна тунджанска дивизия и е изпратен на Прикриващия фронт в района на село Любимец. На 30 май 1942 година е разформирован, а през декември същата година в Зиляхово отново е формиран и влиза в състава на 16-a пехотна дивизия. През май 1943 се завръща в Стара Загора и е демобилизиран и разформирован. Малко по-късно е за пореден път мобилизиран и се отправя към Неа Доркос, Лахна. През ноември 1944 в Стара Загора е за последен път демобилизиран и окончателно разформирован.

## Командири
Званията са към датата на заемане на длъжността.
| № | звание       | име               | дати                 |
| - | ------------ | ----------------- | -------------------- |
|   | Подполковник | Спас Ангелов      | Първа световна война |
|   | Подполковник | Никола Чалъков    | 1942 – 1944?         |
|   | Подполковник | Светослав Будинов | от 1944              |
|   | Подполковник | Веселин Вълков    | от 1944              |

Други командири: Тодор Михайлов

## Наименования
През годините полкът носи различни имена според претърпените реорганизации:
- Втори пехотен полк от Сярската пехотна бригада (8 март 1913 – 25 май 1913)
- Шестдесет и осми пехотен полк (25 май 1913 – август 1913)
- Четвърти планински пехотен полк (12 декември 1917 – 1 януари 1918)
- Шестдесет и осми пехотен полк (1 януари 1918 – 28 октомври 1918, 23 ноември 1941 – ноември 1944)